# Pirjo

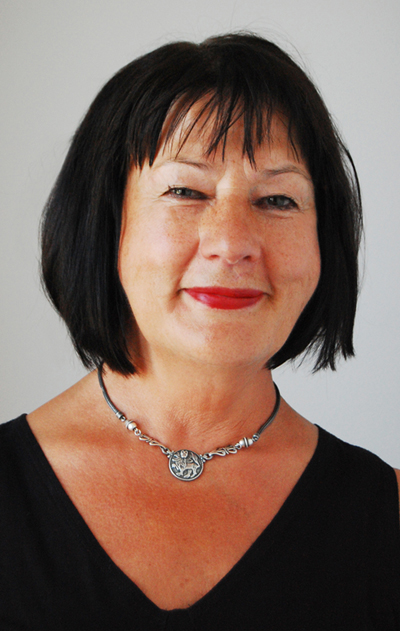
Pirjo Lahdenperä, 2023.

Pirjo är ett kvinnonamn som är en finsk form av Birgitta, med betydelsen "den höga". En annan variant av detta namn är Pirkko.
I Sverige finns ca 1840 personer med namnet Pirjo.

## Kända personer vid namn Pirjo
- Pirjo Honkasalo, finsk filmregissör och fotograf
- Pirjo Lahdenperä, sverigefinsk professor
- Pirjo Muranen, finländsk längdåkare